# فورت وایت (فلوریدا)
فورت وایت (به انگلیسی: Fort White) شهرکی در شهرستان کلمبیا ایالت فلوریدا است که در سال ۱۸۸۴ بنیان‌گذاری شده‌است. این شهرک طبق سرشماری سال ۲۰۱۰ میلادی، ۵۶۷ نفر جمعیت داشته و مساحت آن نیز ۶ کیلومتر مربع است.